# Triplaris weigeltiana
Espèce
Classification phylogénétique
Statut de conservation UICN

 LC  : Préoccupation mineure
Synonymes
- Blochmannia weigeltiana Rchb. - Basionyme
- Triplaris americana L.
- Triplaris americana Aubl.
- Triplaris americana Rottb.
- Triplaris americana Vahl
- Triplaris martiana Fisch. & C.A. Mey. ex C.A. Mey.
- Triplaris martiana var. oblongifolia Meisn.
- Triplaris siphonopetala H. Gross
- Triplaris surinamensis Cham.
- Triplaris surinamensis var. benthamiana Meisn.
- Triplaris surinamensis var. chamissoana Meisn.
- Triplaris surinamensis var. crassifolia Benth.
- Triplaris vahliana Fisch. & C.A. Mey. ex C.A. Mey.[1]

Triplaris weigeltiana est une espèce d'arbres dioïques de la famille des Polygonaceae originaires des Antilles et d'Amérique centrale.
On le nomme Mierenhoot, Mierenboom, Drytimehout (Sranan tongo), Mira hoedoe, Dreitin (Nenge tongo), Don oedoe (Saramaka), Jekoena (Arawak); Tassi, Tasie (Karib), au Suriname.
Au Venezuela, on l'appelle Maria', Palo Maria, Santa Maria.

## Description
Triplaris weigeltiana est un arbre dioïque à feuillage caduque pouvant atteindre 25 m de haut. Le tronc droit, cylindrique, est peu profondément cannelé et avec des contreforts étroits et hauts, à plat. L'écorce très mince, vert grisâtre, comporte une couche chlorophyllienne, lisse, avec de petites écailles minces arrondies.
Le houppier est ovale, petit, avec des branches tortueuses, glabres, creuses, cloisonées (septées), généralement habitées par des fourmis.
Les feuilles comportent un large pétiole, plat, de long de 0,5-2 cm.
Le limbe longues de 14 à 36 cm, est
de forme est oblongue ou oblongue-lanceolée, 
2 à 4 fois plus long que larges, 
souvent plus ou moins effilé vers l'apex acuminé,
avec la base obtuse ou aiguë, légèrement décurrente,
herbacé à coriace, 
porte environ 4 plis longitudinaux de chaque côté de la ligne médiane, 
glabre ou légèrement poilu à l'aisselle des nervures primaires abaxiales.
La nervation est plate ou saillante sur la face supérieure, avec les nervures decondaire nettement proéminentes, les grandes tertiaires parallèles ou plates ou saillantes en dessous. La réticulation ultime est très dense et peu visible.
L'inflorescence faiblement pubérulo-tomentose lorsque'elle est jeune, le devient fortement lors de la floraison, avec des bractées brunâtre et de minuscules pédicelles longuement poilus.
Les fleurs sont de couleur blanchâtre. Le périanthe et la fructification sont de couleur jaune pâle (mâle) ou rougeâtre (femelle) à maturité
Les fleurs mâles ont le tube de périanthe long de ± 2 mm, et des lobes presque aussi longs que le tube, velu des deux côtés, et des étamines très exsertes.
Les fleurs femelles ont le tube et les lobes du périanthe longuement velus à l'extérieur, et un peu moins à l'intérieur, puis glabrescents au niveau du sinus, entre les larges lobes et entiers. Les lobes internes sont libres sur au moins 2/3 du tube.
Le fruit est un akène au périanthe élargi, glabre ou presque, blanc, devenant brun au séchage, entourant la graine. Le tube, long de 7-13 mm, est globuleux, plié vers l'intérieur sous les marges saillantes vers l'extérieur des sinus. Les lobes extérieurs longs de 27-40 mm, ressemblent à des ailes, et portent 3 nervures principales. Les lobes internes subulés égalent ou dépassent le tube

## Répartition
Triplaris weigeltiana est présent de la Colombie au Brésil en passant par le Venezuela, le Guyana, le Suriname, la Guyane, la Bolivie, l'Équateur, et le Pérou.

## Écologie
Triplaris weigeltiana pousse dans les forêts sempervirentes de basse terre, entre 50-200 m d'altitude.
Triplaris weigeltiana est une plante myrmécophile.

## Protologue

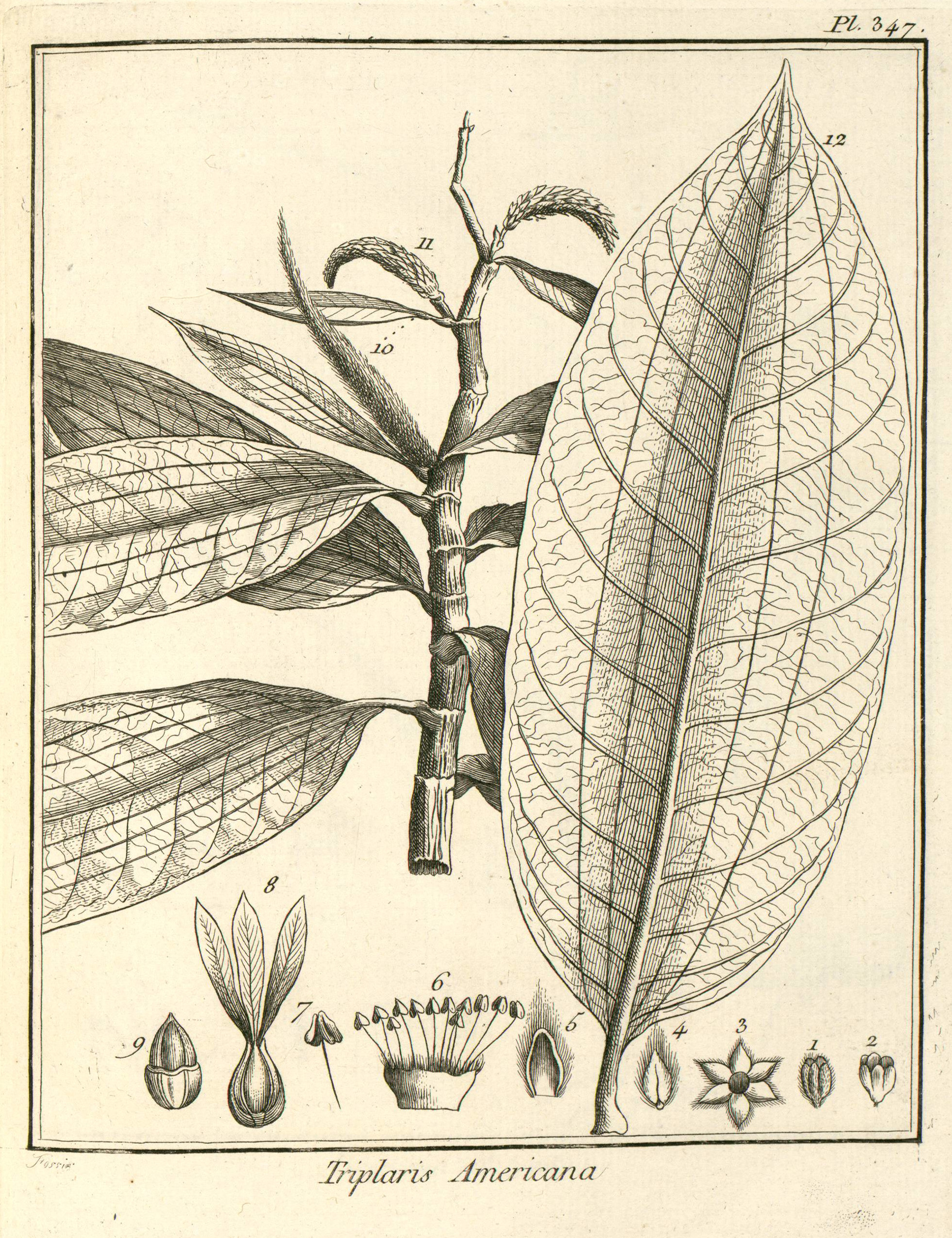
Triplaris weigeltiana : Planche 348 par Aublet (1775)
L'on a beaucoup groſſi les parties de la fleur, & repréſente le fruit dans ſon état naturel. La feuille, la tige ſont de grandeur naturelle. L'on a groſſi conſidérablement les parties détachées de la fleur mâle.
1. Bouton de fleur. - 2. Fleur épanouie. - 3. Fleur vue de face. - 4. Une diviſion du calice vue en dehors. - 5. Diviſion du calice vue en dedans. - 6. Fleur ouverte. Étamines. - 7. Une étamine ſéparée. - 8. Fruit. - 9. Fruit dépouillé de ſes trois ailes, avec une partie de ſon enveloppe. - 10. Spathe qui enveloppe une feuille & un épi & fleurs. - 11. Épi de fleurs. - 12. Feuille de grandeur naturelle.

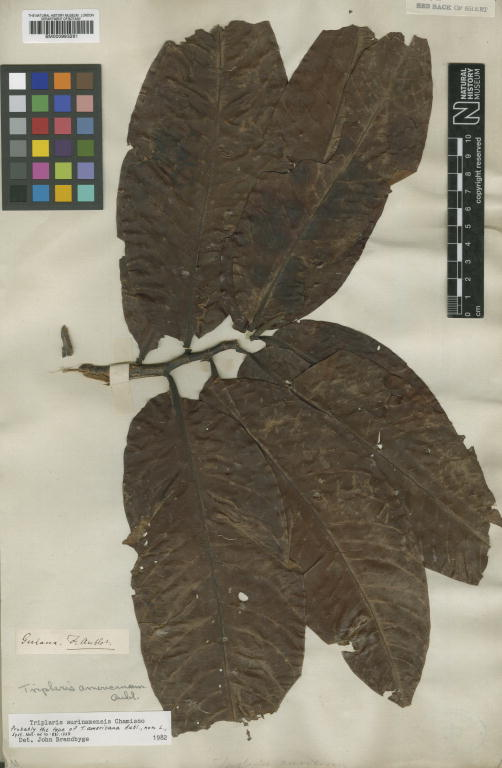
échantillon type de Triplaris americana Aubl. (synonyme de Triplaris weigeltiana) collecté par Aublet en Guyane

En 1775, le botaniste Aublet propose le protologue suivant pour Triplaris americana Aubl. (synonyme de Triplaris weigeltiana) : 
« TRIPLARIS (Americana) mas, ſpicis ſolitariis, axillaribus & terminalibus. (Tabula 347.)

Arbor quadraginta-pedalis ; trunco annulato, tubuloſo, ad ſummitatem ramoſo; ramis tubuloſis, annularis, undique ſparſis, recttis & horizontalibus. Folia alterna, integerrima, ovato-oblonga, ampla, acuta, nervoſa, ſubpetiolata; petiolo baſi vaginæ amplexi-caulis & deciduæ adnexo. Flores in ſpicam denſam, ſubſeſſilem, axillarem, terminalem diſpoſiti. 
Arbor mas & femina habitu vix diſcrepant. 
Flotebat, fructumque ferebat Novembri. 
Habitat in inſulis fluvii Sinémarienſis, & in locis ſubmerſis amnis Galibienſis. 

Nomem Caribæamum SAPAHAKA-APOLLI. »

« LE TRIPLARIS de la Guiane. (PLANCHE 347.)
Le tronc de cet arbre s'élève à quarante pieds & plus, ſur huit à dix pouces de diamètre. Son écorce eſt liſſe, rouſſâtre & marquée par intervalle d'un cercle annulaire. Son bois eſt creux, & forme un tuyau ligneux, blanchâtre ; il pouſſe vers ſon ſommet des branches longues & éparſes, chargées, vers leur extrémité, de rameaux inclinés, garnis de feuilles alternes, diſpoſées près à près. 
Les feuilles, avant leur développement, ſont renfermées dans une gaîne velue, qui entoure le rameau, & fait corps avec leur pédicule. Lorſque la gaîne s'ouvre, la feuille s'écarte & ſe développe. cette gaîne tombe, & laiſſe l’impreſſion de ſon attache marquée par un petit rebord. Avant leur développement les bords des feuilles ſont pliés, & repliés en deſſous, juſqu'à la nervure qui les partage dans toute leur longueur. Elles ſont entières, vertes, liſſes, molles, ovales, terminées en pointe ; les plus grandes ont neuf pouces de longueur, ſur quatre de largeur. 
Les fleurs naiſſent en épi qui s'élève de l'aiſſelle d'une feuille ; chaque épi eſt preſque entièrement couvert de fleurs. Ces fleurs ſont ſeſſiles. Leur calice eſt d'une ſeule pièce, velu en dehors , & diviſé en ſix parties concaves. 
II n'y a point de corolle. 
Les étamines ſont au nombre de douze, attachées autour de la paroi interne du calice, au deſſous de ſes diviſions. Leurs filets débordent l'ouverture du calice. Leurs anthères ſont jaunes, à deux bourſes écartées par le bas. 
Je n'ai pu découvrir aucune marque de piſtil ; ce qui m'a fait conjecturer que les fleurs que j'examinois étoient toutes mâles. J'ai enſuite trouvé, dans l'endroit ou croiſſoit cet arbre, des pieds qui avoient le même port, & chargés d’épis de fruit: ils étoient de couleur rouſſâtre, arrondis à leur baſe, & à trois côtes terminées chacune par une longue foliole. Le fruit renfermoit une graine aiguë & à trois côtes. L'enveloppe de cette graine pourroit bien être le calice de la fleur femelle. 
Cet arbre eſt nommé SAPAHAKA-APOLLI par les Galibis. Je l'ai trouvé ſur une petite île formée par la rivière Sinémari ; cette île dans ce temps-la étoit couverte d'eau : il croît auſſi du côte de la crique des Galibis dans des terreins ſubmergés. 
Les fourmis ſe répandent en abondance dans l'intérieur du tronc, des branches & des rameaux de cet arbre, de manière que lorſqu'on le frappe, ou qu'on le coupe, on en eſt bientôt tout couvert & vivement tourmenté, accident que j'ai éprouvé. Le ſeul parti qu'on ait a prendre, pour s'en débaraſſer, eſt de ſe jetter dans l'eau. 
Ces arbres étoient en fleur & en fruit dans le mois de Novembre. »

— Fusée-Aublet, 1775.

## Galerie

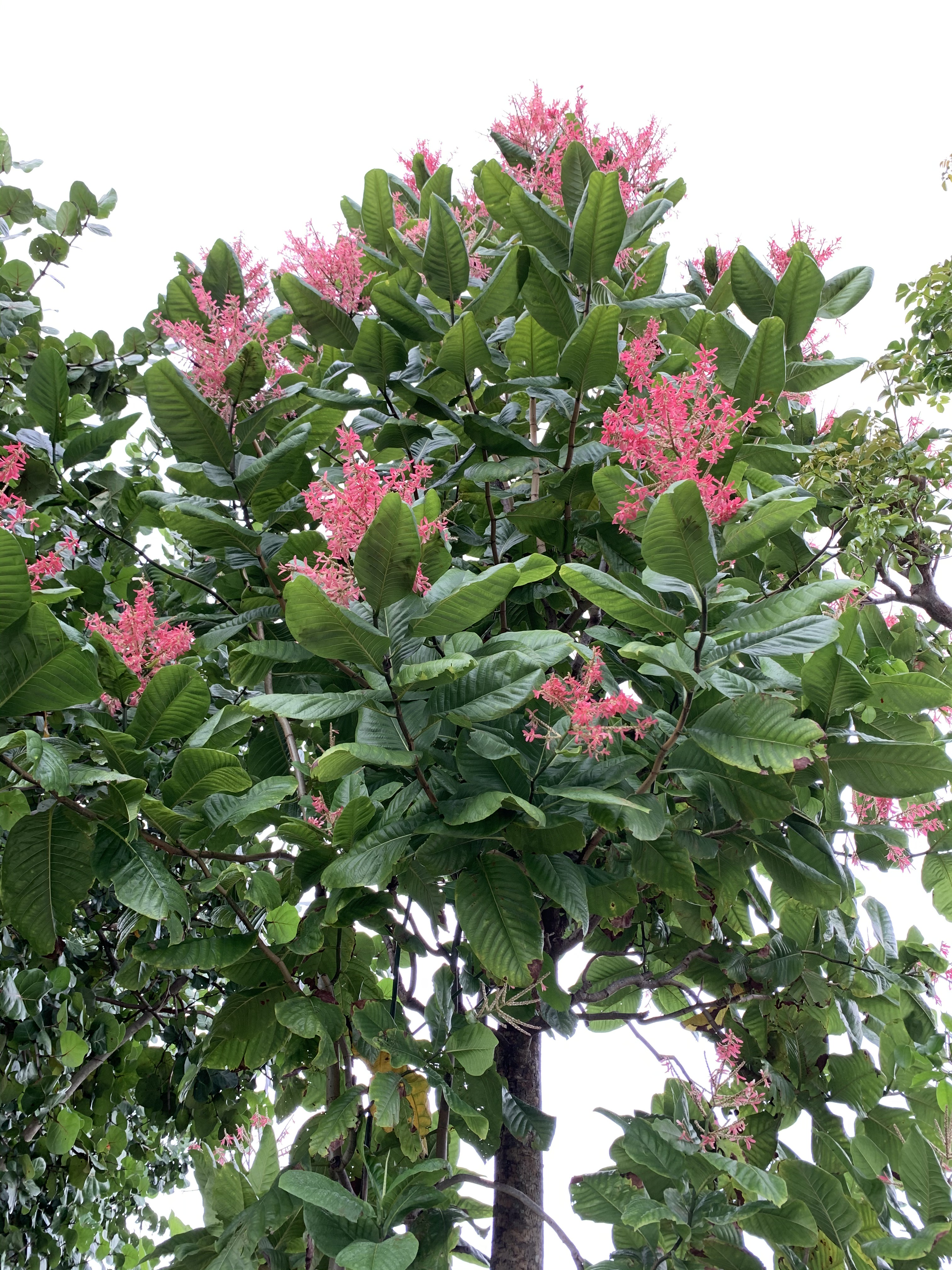
Houppier fleuri de Triplaris weigeltiana
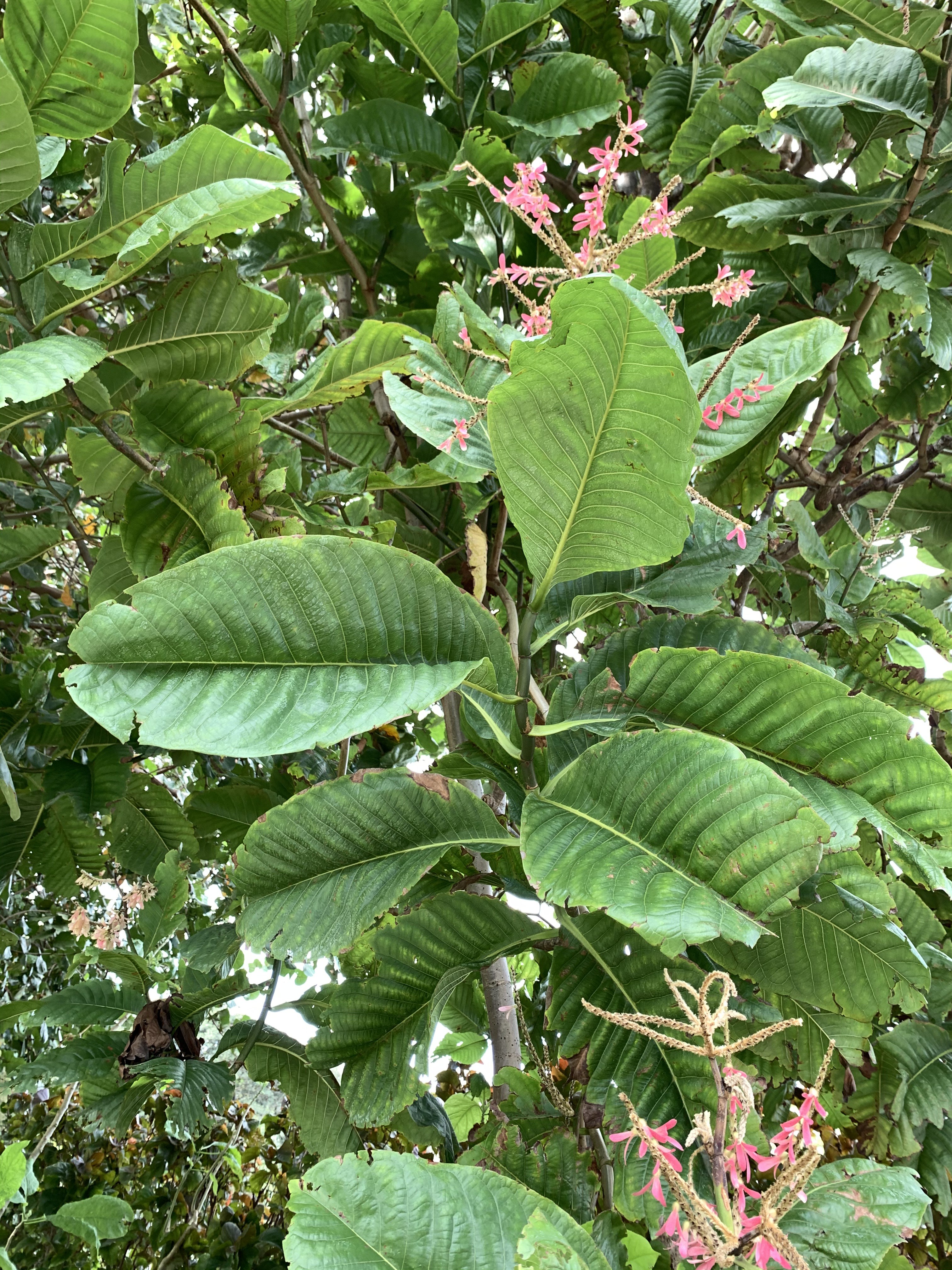
Rameau fleuri de Triplaris weigeltiana (femelle) au Mounts Botanical Garden (West Palm Beach, Floride)
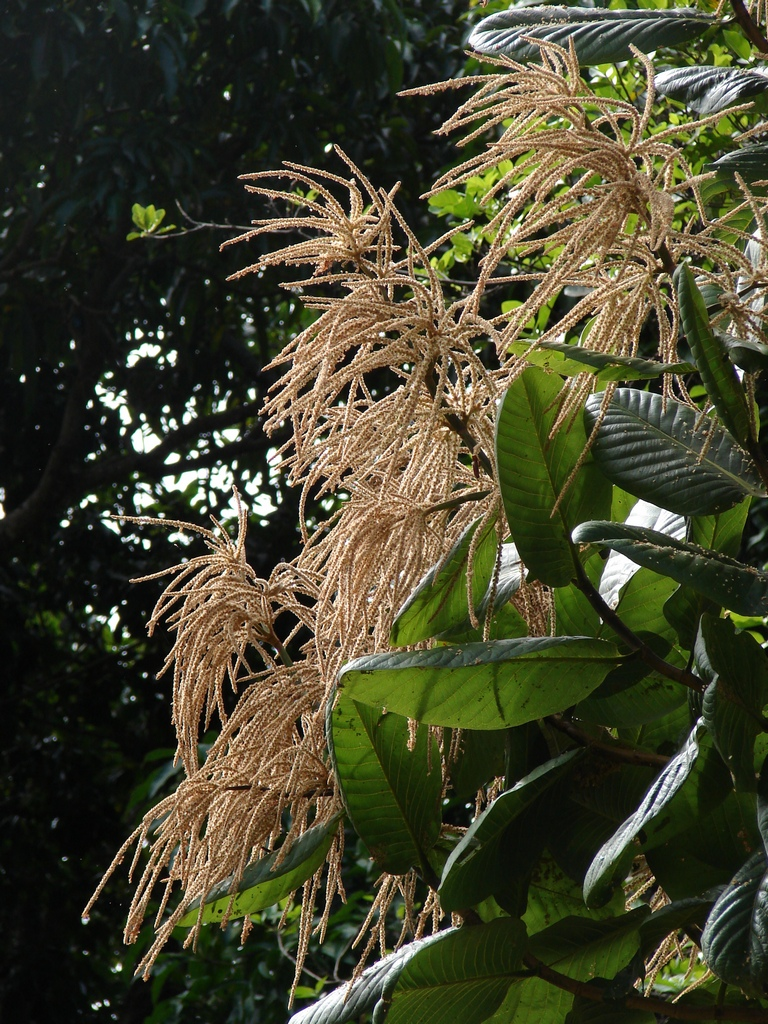
Fleurs mâles de Triplaris weigeltiana
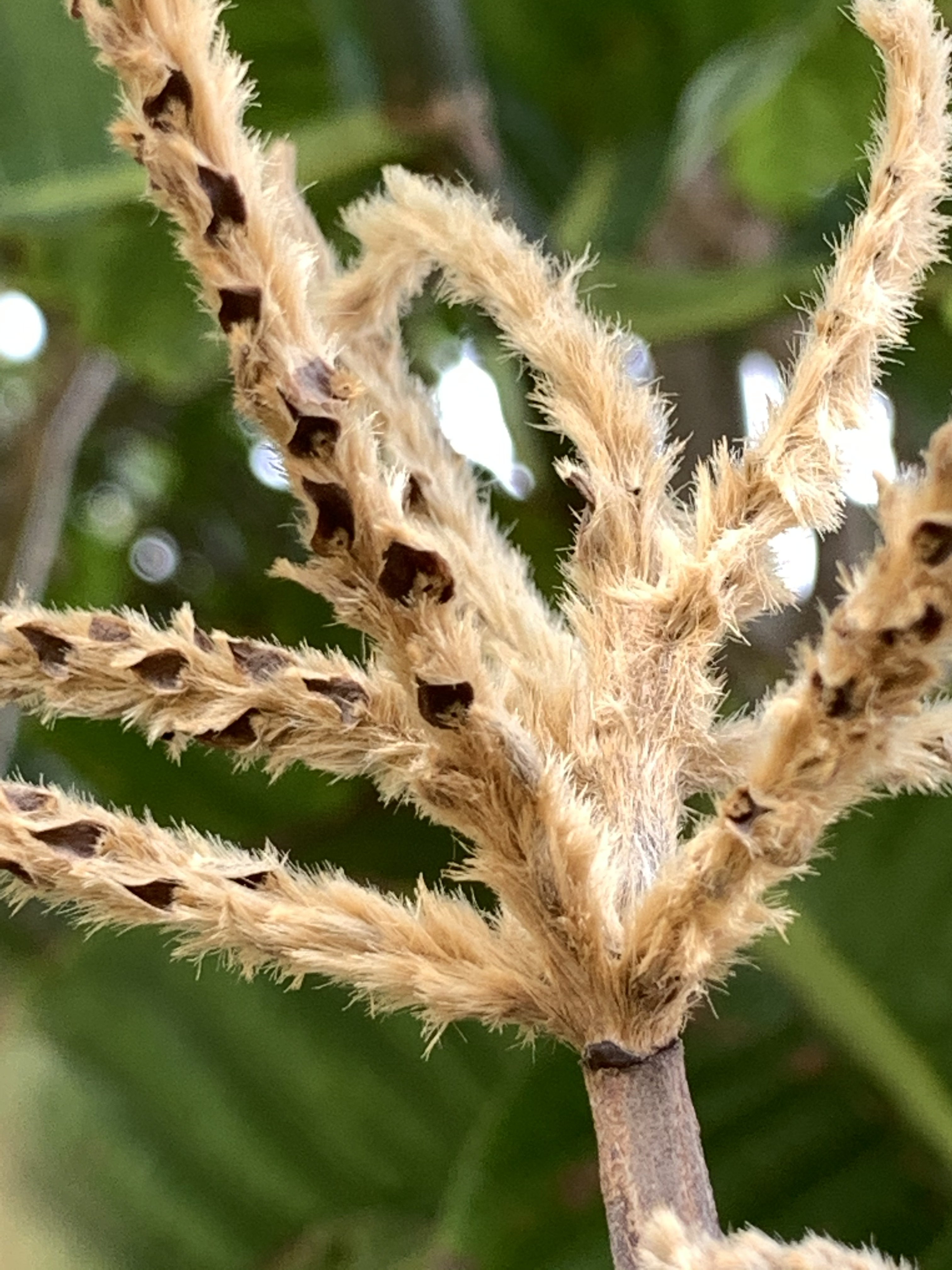
Rachis des hampes florales de Triplaris weigeltiana
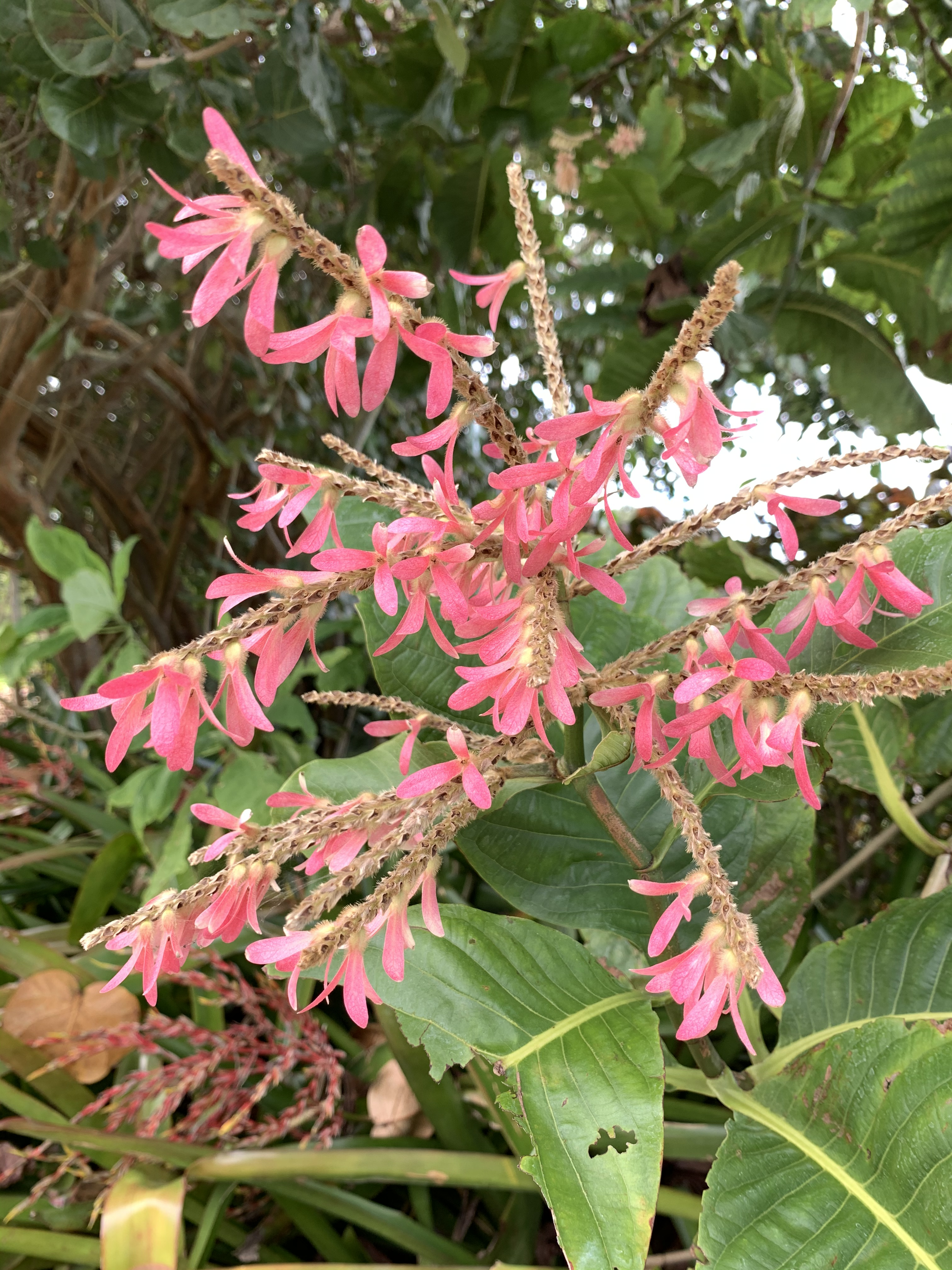
Inflorescence femelle de Triplaris weigeltiana
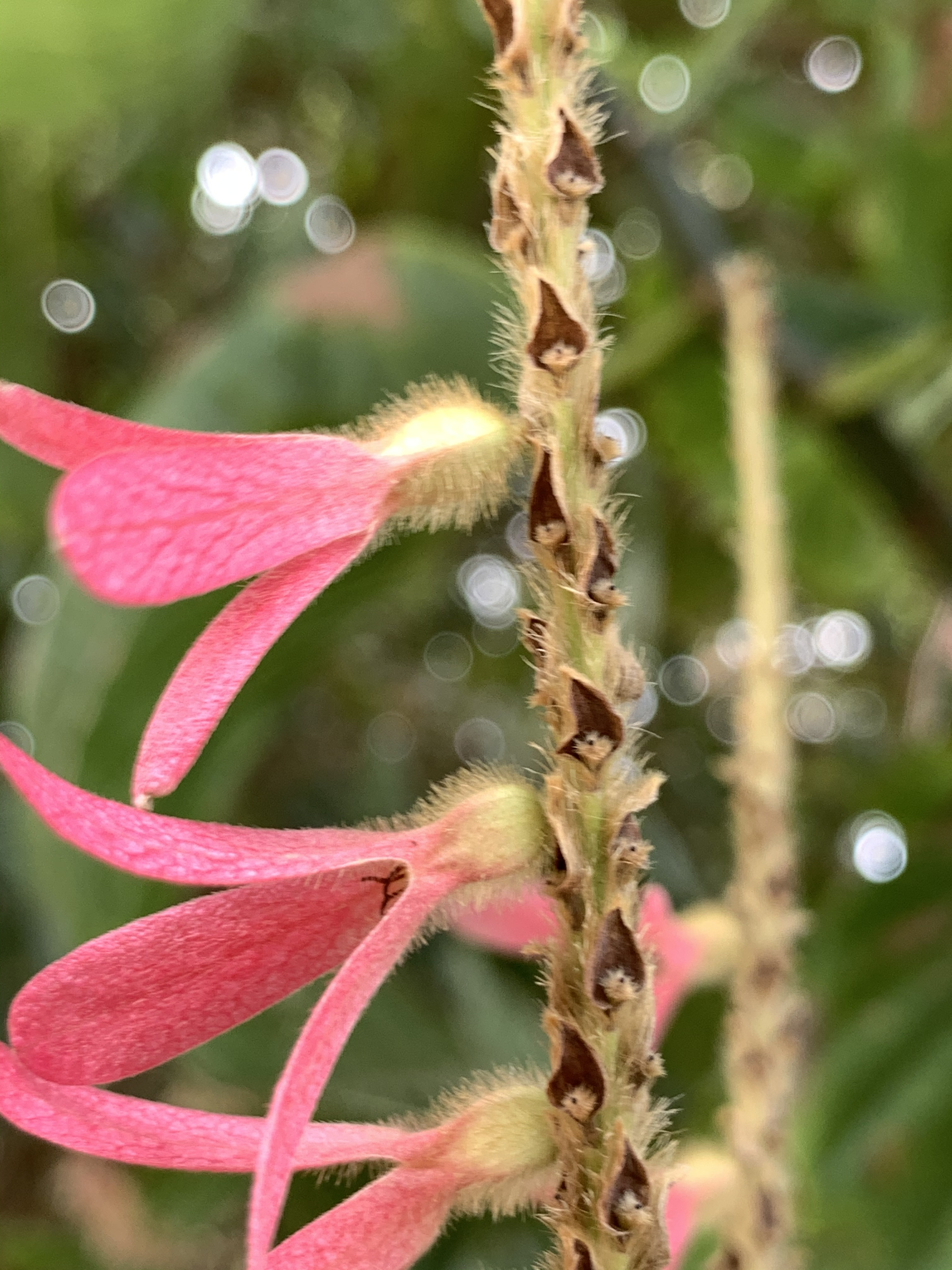
Fruits de Triplaris weigeltiana